# رویدلشترتس
رویدلشترتس (به آلمانی: Reudelsterz) یک شهر در آلمان است که در ماین-کبلنتس واقع شده‌است. رویدلشترتس ۴۰۶ نفر جمعیت دارد.